# Evan K

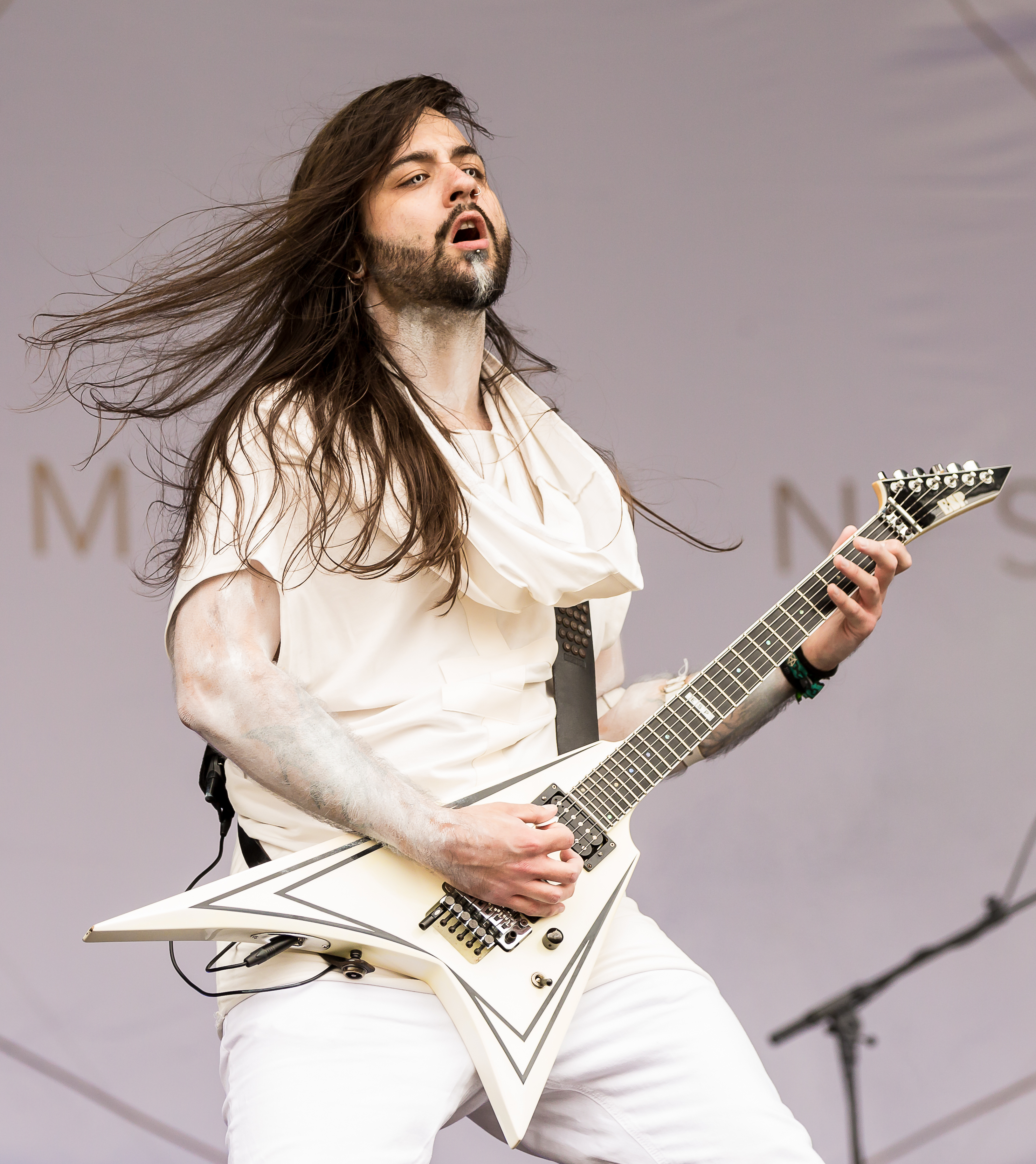
Evan K mit Enemy Inside auf dem Rockharz 2022

Evan K (Evangelos Koukoularis, geb. 27. Mai 1994 in Hamburg) ist ein deutsch-griechischer Gitarrist und Songwriter. Er ist der Lead-Gitarrist der deutschen Power-Metal-Band Mystic Prophecy, der Dark-Rock-Band Enemy Inside und Ex-Gitarrist der Industrial-Metal-/Death-Metal-Band Cypecore. Evan K tritt noch mit der Symphonic-Metal-Band Exit Eden auf. Er ist gleichzeitig als Solo-Artist, Session-Musiker und Produzent in unterschiedlichen Musikarten von Pop bis Rock und Metal aktiv.

## Leben
Evan K fing im Alter von elf Jahren mit E-Gitarren-Unterricht an und wurde von großen Hard-Rock-Bands wie Scorpions, Deep Purple, Led Zeppelin, Whitesnake inspiriert. Fünf Jahre später konnte er das E-Guitar & Jazz Harmony Program vom Berklee College Of Music in Athen absolvieren.
Im Alter von 19 Jahren brach er sein Germanistik-Studium in Athen ab und begann an der Popakademie Baden-Württemberg, in Mannheim, Gitarre und Pop-Musik zu studieren. Er war einer der vier Gitarristen, die jedes Jahr für die Popakademie ausgewählt werden.
2015 trat Evan K in die Industrial-/Death-Metal-Band Cypecore ein. Im Januar 2016 veröffentlichte Cypecore ihr drittes Album Identity mit Evan K in der Besetzung.
Im Juli 2016 veröffentlichte Evan K sein Debüt-Soloalbum Blue Lightning in Europa und Japan, wobei Fabio Lione (Rhapsody of Fire, Angra, Vision Divine) und Bob Katsionis (Firewind, Serious Black, Outloud), Markus Johansson (4ARM, Sylencer, THEM), Jimmy Pitts (Marco Minnemann, Christian Münzner) als „Special Guests“ erschienen.
Im Jahr 2017 spielte Evan K Gitarren und Bass für das Debüt-Album Rhapsodies In Black von Exit Eden, einer Symphonic-Metal-Gruppe, die aus den Sängerinnen Amanda Somerville, Anna Brunner, Marina La Torraca und Clementine Delauney besteht. Gespielt werden hauptsächlich Metal- und Rockversionen von bekannten Songs der letzten Jahrzehnte. Das Album erreichte Platz 15 in den deutschen Albumcharts.
Im August 2017 wurde Evan K als der neue Lead-Gitarrist der deutschen Power-Metal-Band Mystic Prophecy angesagt. Ende 2017, gründeten Evan K und Sängerin Nastassja Giulia die Dark-Metal-Band Enemy Inside".

## Diskografie
Evan
- Blue Lightning, 2016

mit Enemy Inside
- Phoenix, 2018
- Seven, 2021
- Venom, 2025

mit Mystic Prophecy
- Monuments Uncovered, 2018
- Metal Division, 2020
- Hellriot, 2023

mit Exit Eden
- Rhapsodies In Black, 2017

mit Cypecore
- Identity, 2016